# Stanley Wagner
Stanley Wagner, född 2 mars 1908, död 11 oktober 2002, var en kanadensisk ishockeyspelare.
Wagner blev olympisk guldmedaljör i ishockey vid vinterspelen 1932 i Lake Placid.